# Аменемхет V
Сехемкара Аменемхет V — давньоєгипетський фараон з XIII династії.
Між єгиптологами точаться суперечки щодо ідентифікації Аменемхета V. Деякі з них вважають його і Сенебефа однією й тією ж особою.